# 打石腰乡
打石腰乡，是中华人民共和国山西省临汾市永和县下辖的一个乡镇级行政单位。2021年5月，撤消南庄乡、打石腰乡，合并设立望海寺乡。

## 行政区划
打石腰乡下辖以下地区：
郑家垣村、李家垣村、于家凹村、冯家山村、冯家凹村、马家岭村、辛舍果村和郭家山村。